# Санта Катерина Вилармоза
Санта Катерѝна Вилармо̀за (на италиански: Santa Caterina Villarmosa, на сицилиански Santa Catarina, Санта Катарина) е градче и община в Южна Италия, провинция Калтанисета, автономен регион и остров Сицилия. Разположено е на 606 m надморска височина. Населението на общината е 5689 души (към 2012 г.).